# Moj mali poni: Devojke iz Ekvestrije — Legenda o Everfri
Moj mali poni: Devojke iz Ekvestrije – Legenda o Everfri (engl. My Little Pony: Equestria Girls – Legend of Everfree) je američko-kanadski animirani filmski mjuzikl i nastavak filma Moj mali poni: Devojke iz Ekvestrije – Igre prijateljstva iz 2015.

## Emitovanje
Dana 3. novembra 2015. objavljeno je da je četvrti film u franšizi trenutno u razvoju. Naziv filma Legend of Everfree objavljen je 5. novembra 2015. Tizer trejler filma je objavljen 7. jula 2015. na mreži Jutjub. Prvi zvanični filmski trejler objavila je kompanija Entertejnment Vikli dana 22. jula 2015. Kraća verzija trejlera u trajanju od 30 sekundi je objavljena na mreži Jutjub 1. avgusta 2015. Film je prvobitno emitovan na mreži Diskaveri Kids u Latinskoj Americi na brazilskom portugalskom i latinoameričkom španskom jeziku 24. septembra 2016. Zatim je film imao svoju ranije planiranu Netfliks premijeru 1. oktobra 2016. Televizijsku premijeru u Sjedinjenim Američkim Državama film je imao 5. novembra 2016. na kanalu Diskaveri Femili.
Film je premijerno emitovan 26. novembra 2016. na srpskom jeziku na kanalu Minimaks TV u Srbiji, Crnoj Gori, Bosni i Hercegovini i Bivšoj Jugoslovenskoj Republici Makedoniji.

## Kućni i drugi mediji
Zvanični saundtrak filma je prvobitno objavljen 16. septembra 2016. preko Gugl pleja i Ajtjunsa. Saundtrak je 28. septembra 2016. objavljen za slobodno slušanje preko mreže Jutjub.
Film na engleskom jeziku je objavljen na DVD-ju i Blu-ray-u u Kanadi i Sjedinjenim Američkim Državama zajedno sa dodacima i greškama sa snimanja.
DVD izdanje filma na srpskom jeziku još uvek nije objavljeno.

## Srpska sinhronizacija
Srpska sinhronizacija ovog filma emitovana je 26. novembra 2016. na kanalu Minimaks u Srbiji, Crnoj Gori, Bosni i Hercegovini i Bivšoj Jugoslovenskoj Republici Makedoniji. Sinhronizaciju je producirao sinhronizacijski studio Studio.

## Uloge u filmu
| Tvajlajt Sparkl          | Tara Strong      | Rebeka Šojket  | Мариана Аранђеловић |   |
| Sanset Šimer             | Rebeka Šojket    | Rebeka Šojket  | Андријана Оливерић  |   |
| Rejnbou Deš              | Ešli Bol         | Ešli Bol       | Александра Ширкић   |   |
| Epldžek                  | Ešli Bol         | Ešli Bol       | Александра Ширкић   |   |
| Pinki Paj                | Andrea Libman    | Šenon Čan-Kent | Јелена Јовичић      |   |
| Flateršaj                | Andrea Libman    | Andrea Libman  | Јелена Јовичић      |   |
| Reriti                   | Tabita Žermen    | Kazumi Evans   | Снежана Нешковић    |   |
| Spajk                    | Keti Veslak      |                | Снежана Нешковић    |   |
| Gloriosa Dejzi           | Inid-Rej Adams   | Keli Mecger    | Јелена Јовичић      |   |
| Timber Sprus             | Brajan Do        | –              |                     |   |
| Direktorka Selestija     | Nikol Oliver     |                | Јелена Јовичић      | – |
| Zamenica direktorke Luna | Tabita Žermen    |                | Снежана Нешковић    | – |
| Fleš Sentri              | Vinsent Tong     |                | Марко Марковић      | – |
| Sandalvud                | Vinsent Tong     | –              |                     |   |
| Filti Rič                | Brajan Dramond   | –              |                     |   |
| Bulk Biceps              | Majkl Dobson     | –              |                     |   |
| Triksi                   | Ketlin Bar       |                | Јелена Јовичић      | – |
| Snips                    | Li Tokar         | –              |                     |   |
| Snejls                   | Ričard Ajan Koks |                | Марко Марковић      | – |
| Lira                     | Ešli Bol         | –              |                     |   |
| Sviti Džrops             | Andrea Libman    | –              |                     |   |
| Mafin                    | Tabita Žermen    | –              |                     |   |

## Pesme
| No. | Naslov (original) | Naslov (Studio)         | Autori                       | Lik(ovi)                                                                           | Dužina |
| --- | ----------------- | ----------------------- | ---------------------------- | ---------------------------------------------------------------------------------- | ------ |
| 01. | "                 | "Legenda o Everfri"     | Danijel Ingram               | Tvajlajt Sparkl, Sanset Šimer, Epldžek, Flateršaj, Pinki Paj, Rejnbou Deš i Reriti | 2:13   |
| 02. | "                 | "Midnajt u meni"        | Danijel Ingram               | Tvajlajt Sparkl                                                                    | 1:32   |
| 03. | "                 | "Prihvati čaroliju"     | Džoana Luis i Kristin Songko | Sanset Šimer                                                                       | 2:30   |
| 04. | "                 | "Mi smo svi uz Everfri" | Danijel Ingram               | Gloriosa Dejzi                                                                     | 2:03   |
| 05. | "                 | "Legenda po sudbini"    | Danijel Ingram               | Tvajlajt Sparkl, Sanset Šimer, Epldžek, Flateršaj, Pinki Paj, Rejnbou Deš i Reriti | 2:32   |
| 06. | "                 | "Nada večno sija"       | Danijel Ingram               | Tvajlajt Sparkl, Sanset Šimer, Epldžek, Flateršaj, Pinki Paj, Rejnbou Deš i Reriti | 2:32   |

## Napomene
1. ↑  Naziv u TV najavama glasio je Moj mali poni: Equestria Girls – Legenda o Everfree, pošto TV Minimaks ne koristi transkribovane oblike.
2. 1 2 3 4  Zajedno sa Džoanom Luis i Kristin Songko.

## Spoljašnje veze
- Zvanični veb-sajt na Hasbro.com.
- Moj mali poni: Devojke iz Ekvestrije - Legenda o Everfri на веб-сајту  (језик: енглески)